# قلعه اره تی (هره تی)
قلعه اره تی (هره تی) مربوط به دوره ایلخانی است و در لالی، داخل شهر واقع شده و این اثر در تاریخ ۱۱ دی ۱۳۸۰ با شمارهٔ ثبت ۴۶۸۸ به‌عنوان یکی از آثار ملی ایران به ثبت رسیده است.